# Kostel Nejsvětější Trojice (Bratčice)
Kostel Nejsvětější Trojice je římskokatolický chrám v obci Bratčice v okrese Brno-venkov. Je chráněn jako kulturní památka České republiky.
Bratčický kostel byl postaven v letech 1777–1780, k roku 1873 je uváděno jeho rozšíření. Jedná se o jednolodní chrám s zvnějšku pětiboce ukončeným kněžištěm, v interiéru je presbytář zakončen půlkruhově. K severní straně kněžiště byla přistavěna sakristie, v jihozápadním průčelí lodi se nachází hranolová věž.
Je farním kostelem bratčické farnosti.